# سیارک ۳۳۹۰
سیارک ۳۳۹۰ (به انگلیسی: 3390 Demanet، نامگذاری:1984ES1) سه هزار و سیصد و نودمین سیارک کشف شده‌است که در ۲ مارس ۱۹۸۴ کشف شد.
قدر مطلق سیارک برابر ۱۳٫۵۰ است.